# Pop 2
Pop 2 é a quarta mixtape da cantora e compositora inglesa Charli XCX, lançado em 15 de dezembro de 2017 pela Asylum Records. A produção da mixtape começou dois meses antes de seu lançamento. Pop 2 é a segunda mixtape lançado pela cantora em 2017, a primeira foi Number 1 Angel lançado em 10 março desse mesmo ano.

## Contexto
As gravações de Pop 2 começaram em setembro de 2017, quando Charli entrou em contato com o produtor musical e fundador do PC Music, A.G. Cook, para sugerir que trabalhassem num novo projeto. Cook afirmou que a intenção era de fazer um total reinício em termos de estilo, em comparação com o projeto anterior, Number 1 Angel. O projeto teve forte uso de auto-tune, com que Cook realizou experimentações e manipulação em algumas das faixas. Colaborações presentes na mixtape incluem Carly Rae Jepsen, Pabllo Vittar, Tommy Cash, Tove Lo entre outros artistas internacionais. Charli afirmou em entrevista que a mixtape não é necessariamente sobre ela, mas sobre oferecer a todas as colaborações o seu próprio espaço nas músicas em que participam.

## Lançamento
| Região       | Data                | Formato                    | Gravadora      | Edição                               |
| ------------ | ------------------- | -------------------------- | -------------- | ------------------------------------ |
| Global       | 15 de dezembro 2017 | download digital streaming | Asylum Records | Padrão                               |
| EUA e Europa | 20 de abril de 2018 | Vinil                      | Asylum Records | Vinil duplo - Pop 2 + Number 1 Angel |

## Singles
O primeiro single de Pop 2, "Out of My Head", com participação de Tove Lo e Alma, foi lançado em 8 de dezembro de 2017 simultaneamente à pré-venda da mixtape nas plataformas digitais. A música "Unlock It", em que participam Kim Petras e Jay Park, foi divulgada em 11 de dezembro no programa de rádio Beats 1. A 13 de dezembro foi lançada mais uma música, desta vez "I Got It" com participação de Pabllo Vittar, CupcakKe e Brooke Candy como último single antes do lançamento oficial da mixtape a 15 de dezembro.

## Recepção da crítica
| Críticas profissionais | Críticas profissionais |
| Pontuações agregadas   | Pontuações agregadas   |
| Fonte                  | Avaliação              |
| ---------------------- | ---------------------- |
| AnyDecentMusic?        | 7.7/10                 |
| Metacritic             | 84/100                 |
| AOTY                   | 81/100                 |
| Avaliações da crítica  |                        |
| Fonte                  | Avaliação              |
| Consequence of Sound   | B+                     |
| Crack Magazine         | 8/10                   |
| Pitchfork              | 8.4/10                 |
| Exclaim!               | 7/10                   |
| Tiny Mix Tapes         | 4/5                    |
| Financial Times        | [ 16 ]                 |
| The Guardian           | [ 17 ]                 |
| NME                    | [ 18 ]                 |
| Q                      | [ 19 ]                 |
| Spectrum Culture       | [ 20 ]                 |

No website agregador de críticas Metacritic, Pop 2 possui uma pontuação média de 84 em 100, baseada em 7 avaliações, indicando "aclamação universal".
Em 2019 a Pitchfork classificou Pop 2 como o 40º da lista dos "200 Melhores Álbuns da década de 2010". Na crítica da lista, Hazel Cills considerou-o o "melhor álbum de Charli XCX até à data" e sentiu que, através dele, "solidifica o seu domínio do estranho e maravilhoso novo mundo pop que continua a construir"

## Lista de faixas
| N.º            | Título                                                  | Compositor(es) | Produtor(es)            | Duração |  |
| 1.             | "Backseat" (com Carly Rae Jepsen)                       | Charlotte Aitchison Carly Rae Jepsen Alex Cook Finn Keane                                                          | A. G. Cook easyFun      | 3:58    |  |
| 2.             | "Out of My Head" (com Alma e Tove Lo)                   | Aitchision Tove Nilsson Alma-Sofia Miettinen Sophie Long                                                           | Sophie Cook             | 3:55    |  |
| 3.             | "Lucky"                                                 | Aitchison Cook | Cook Ö                  | 3:35    |  |
| 4.             | "Tears" (com Caroline Polachek)                         | Aitchison Caroline Polachek Cook                                                                                   | Cook                    | 4:13    |  |
| 5.             | "I Got It" (com Brooke Candy, CupcakKe e Pabllo Vittar) | Aitchison Jesse Shatkin Rodrigo Gorky Cook Pablo Bispo Brooke Candy Jesse St. John Elizabeth Harris Arthur Marques | Cook Umru               | 3:51    |  |
| 6.             | "Femmebot" (com Dorian Electra e Mykki Blanco)          | Aitchison David Gamson Fransisca Hall Michael Quattlebaum Jr. Cook Keane                                           | Cook easyFun Gamson     | 3:38    |  |
| 7.             | "Delicious" (com Tommy Cash)                            | Aitchison Tommy Cash Cook                                                                                          | Cook Life Sim           | 3:52    |  |
| 8.             | "Unlock It" (com Kim Petras e Jay Park)                 | Aitchison Park Jae-beom Kim Petras Cook                                                                            | Cook Life Sim           | 3:52    |  |
| 9.             | "Porsche" (com MØ)                                      | Aitchison Henry Allen Karen Marie Ørsted Cook Cassia O'Reilly                                                      | King Henry Cook easyFun | 3:26    |  |
| 10.            | "Track 10"                                              | Aitchison Mikkel Eriksen Tor Hermansen Jonnali Parmenius Cook Sasha Yatchenko                                      | Cook Life Sim Lil Data  | 3:26    |  |
| Duração total: | Duração total:                                          | Duração total: | Duração total:          | 40:26   |  |

## Turnê
| Data            | Cidade      | País                      | Local               |
| --------------- | ----------- | ------------------------- | ------------------- |
| 15 março 2018   | Los Angeles | Estados Unidos da América | El Rey Theatre      |
| 18 março 2018   | Nova Iorque | Estados Unidos da América | Elsewhere           |
| 19 junho 2018   | Londres     | Reino Unido               | Village Underground |
| 20 junho 2018   | Paris       | França                    | La Maroquinerie     |
| 23 outubro 2018 | Sydney      | Austrália                 | The Metro           |

Em adição aos concertos Pop 2, a Charli foi anfitriã e cantou em inúmeras afterparties nos EUA durante a Reputation Stadium Tour, para promover assim o álbum e os seus singles. O nome das afterparties é "Femmebot Fantasy" que conta com a participação especial de Dorian Electra que também está presente na música "Femmebot".

## Créditos
Créditos adaptados do Tidal e Instagram de Charlotte Rutherford.
Músicos
- Charli XCX – vocais principais
- A. G. Cook – programação (todas as faixas), sintetizador (6)
- EasyFun – programação (1, 6, 9), sintetizador (6)
- Sophie – programação (2)
- Ö – vocais de apoio e programação (3)
- David Gamson – sintetizador e programação (6)
- Umru – programação (5)
- Caroline Polachek – vocais de apoio (7)
- Life Sim – sintetizador (8, 10)
- King Henry – programação (9)
- Lil Data – sintetizador (10)
- Noonie Bao – vocais de apoio (10)

Produção
- A. G. Cook – produtor executivo, engenharia (3, 5–8)
- Stuart Hawkes – engenheiro de masterização
- Geoff Swan – mixagem
- Noah Passovoy – engenharia (2)
- Brendan Morawski – engenharia (3, 4, 6–8)
- Stargate – produção de vocais (10)

Equipa da Capa
- Charlotte Rutherford – fotógrafa
- Timothy Luke – capa e letras
- Brett Alan Nelson – estilista
- Nicolle Kahlani – cabelo
- Danielle Kahlani – maquilhagem
- Henry Redcliffe – fotógrafo de bastidores